# Pics d'Anepahan
Les pics d'Anepahan sont deux pics des Philippines, d'altitude presque égale, situés dans la province de Palawan et la région de Mimaropa, dans la partie sud-ouest du pays, à 600 km au sud de Manille, la capitale du pays. Ils culminent à 1 338 m d'altitude.

## Localisation
La plus grande ville la plus proche est Apurawan, à 12 km à l'ouest des pics d'Anepahan.